# Rafaela Gomila Garcia
Sor Rafaela Gomila García (es Mercadal, 1923 - 2011) va ser una religiosa menorquina de la Congregació de les Germanes Franciscanes Filles de la Misericòrdia.
Va néixer en una família d'arrels pageses molt religiosa. La seva vocació va dur-la, el 1947, al noviciat que aleshores tenien a Mallorca, a Pina (Algaida), les Germanes Franciscanes Filles de la Misericòrdia. Posteriorment, tornà a Menorca, incorporada plenament a l'orde franciscà com a filla de la Misericòrdia. En el Seminari de Menorca va encarregar-se de la gestió i les feines quotidianes del centre des del 1950, tot i la precarietat i les mancances per obtenir aliments que es va trobar durant la llarga etapa de la postguerra.
El 2005 va obtenir el Premi Ramon Llull en reconeixement de la seva tasca en el Seminari de Menorca durant més de mig segle, salvant en ocasions etapes d'escassedat i de falta de mitjans i per la seva vida senzilla, humil i constant al servei de la diòcesi de Menorca.
El 2008 va instal·lar-se a la casa d'Oració i Descans que la seva congregació va establir a Ciutadella, en Es Degollador, mitjançant un conveni amb la Fundació Bon Pastor del Bisbat de Menorca.
Sor Rafaela Gomila va morir als 98 anys, el 18 de juny de 2011.